# 阿爾堡 (瑞士)

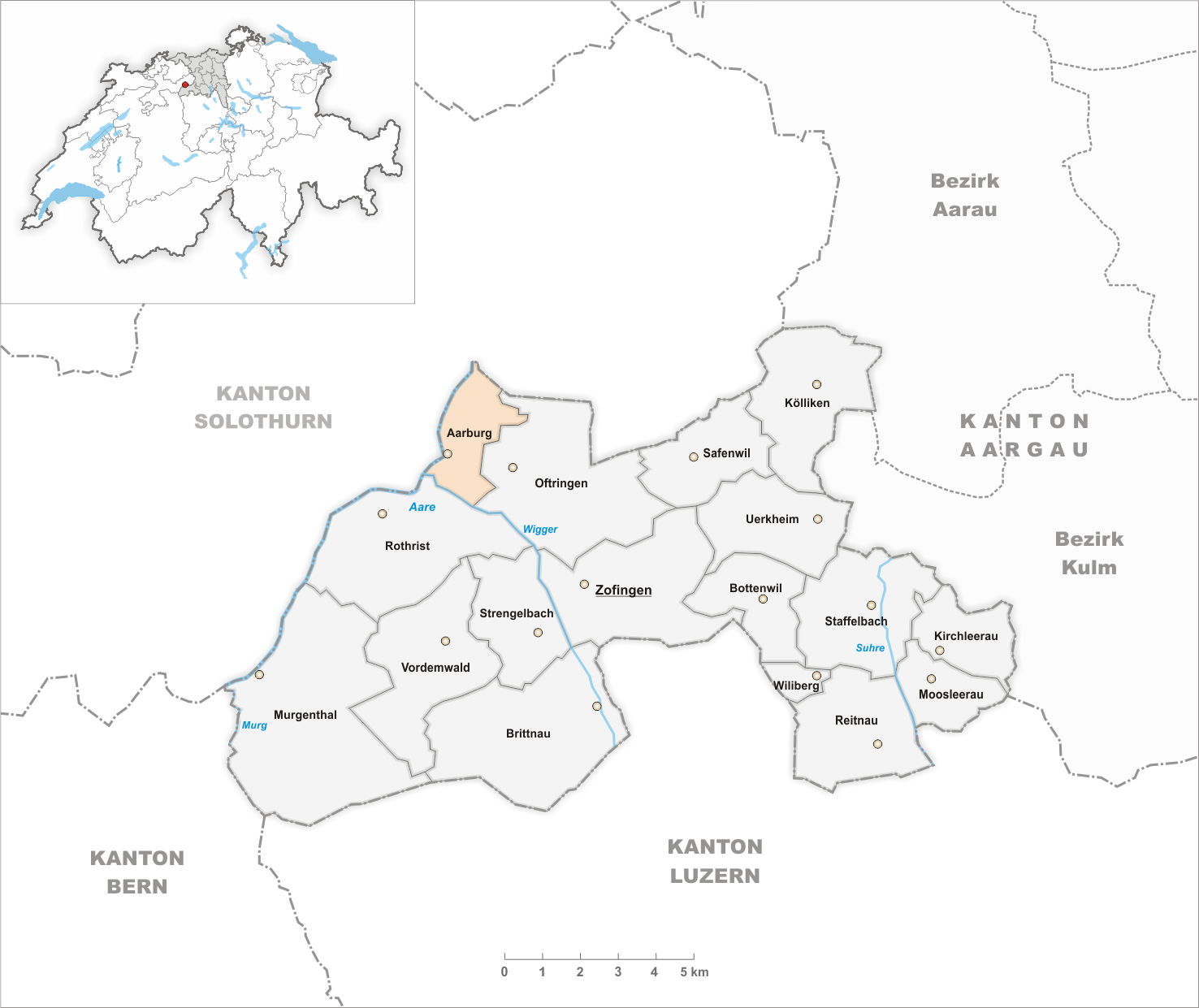
阿尔堡市地图

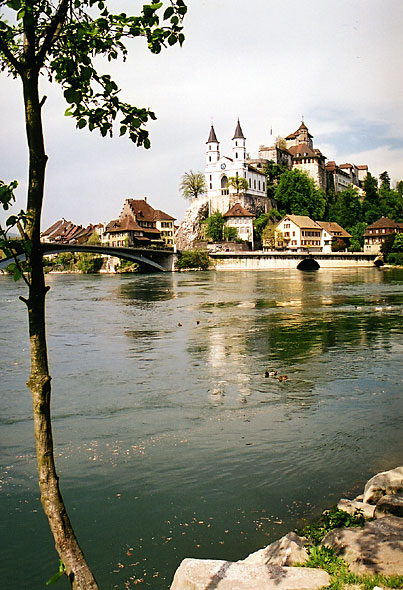
阿尔堡市风光

阿爾堡是瑞士联邦的城镇，位於該國北部，由阿爾高州負責管轄，面積为4.41平方公里，海拔高度395米，2017年12月31日人口为8,044人，其中信奉羅馬天主教和基督教的居民各佔三成。

## 外部連結
- 阿尔堡市官网 （德文）